# Rekkles
Carl Martin Erik Larsson (Älvängen, Västra Götaland, Suècia, 20 de setembre de 1996), més conegut com a Rekkles, és un jugador professional d'eSports del popular videojoc League of Legends. Ha participat en nombrosos campionats de renom, com l'antiga EU LCS (ara anomenada LEC), MSI, All Stars, Worlds, entre altres competicions.
Actualment competeix en la LCK CL per l'equip T1 Esports Academy després d'haver competit molts anys per l'equip anglès Fnatic, sempre en el rol de tirador (també anomenat ADCarry). Algunes vegades ha sigut descrit com a “el millor ADCarry d'Europa”. Actualment juga com a Support.

## Vida professional[calcitació][1][2]

### Inicis
Martín Larsson era un nen molt apassionat pels esports, especialment el futbol. Després de patir una greu lesió en els lligaments creuats va iniciar-se en el món dels videojocs professionals, concretament en el videojoc League of Legends.
La seva carrera professional va iniciar-se l'any 2012 en l'equip Playing Duck, tot i que gràcies al seu talent, ràpidament va rebre ofertes de diferents equips importants com SK gaming o Team Black.
Fins que el novembre de 2012 va entrar a FNATIC com al seu principal ADCarry.
Per culpa de la jove edat del jugador (17 anys en aquell moment) no se li va permetre participar en la LCS i per això es va crear l'equip FNATIC.beta el qual estava destinat a servir com a planter per a nous talents. El 22 de novembre del 2013 l'equip va desaparèixer i després de jugar un temps a Pride F.C, finalment va reprendre la seva posició inicial de ADCarry a FNATIC.

### 2014
L'any 2014 va iniciar la seva carrera en la EU LCS, la seva primera temporada va ser bastant exitosa, aconseguint el trofeu del MVP de la lliga de primavera i enduent-se el títol guanyant la final contra SK gaming.
Gràcies a la seva bona actuació l'equip es va classificar al All-Stars París 2014, on l'equip va ser eliminat a semifinals pels campions mundials d'aquell moment SK Telecom T1.
La lliga d'estiu va ser complicada per FNATIC, tot i les notables actuacions del jugador suec l'equip va acabar perdent la final contra Alliance, els seus rivals més grans en aquella època.
L'equip es va classificar pel mundial de 2014, on després d'una lamentable actuació va ser eliminat en la fase de grups.

### 2015
Aquest cop la temporada va ser un complet èxit, assolint una temporada perfecta amb un total de 18 victòries i 0 derrotes. Sent el primer equip en aconseguir això en tota la història de la LCS. A més a més van endur-se el títol després d'una partida ajustada contra Origen. El que va suposar una plaça al mundial del 2015.
Després d'una bona fase de grups en la que Rekkles va destacar pel seu Kennen, l'equip es va classificar pels quarts de final on van guanyar per 3-0 a EDward Gaming. FNATIC va passar a les semifinals del campionat, on van perdre per un estrepitós 3-0 contra l'equip coreà KOO Tigers. Posant fi a la seva temporada.

### 2016
La temporada del 2016 va ser molt dolenta tant per l'equip com pel Martín, quedant en tercera posició en primavera i en sisena a l'estiu deixant al equip fora del mundial.

### 2017
FNATIC va fer una bona temporada però no perfecte, quedant tercers tant a primavera com a l'estiu, però gràcies a aquesta tercera plaça van classificar pel mundial, on van passar de fase de grups després d'una miraculosa segona setmana on van guanyar tots els partits, per caure eliminats als quarts de semifinal contra l'equip xinès Royal Never Give Up.

### 2018
La temporada 2018 va començar amb 2 nous fitxatges, primer el búlgar Hylissang que exercirà de support al costat de Rekkles i el belga Bwipo el qual originalment va entrar com a suplent, però ràpidament va guanyar-se la seva posició de Top Laner, substituint al veterà SOAZ.
Deixant l'equip amb Bwipo/SOAZ a la top lane, Broxah a la jungla, Caps al carril central, Rekkles de ADC i Hylissang al seu costat com a support.
Aquest equip va guanyar el torneig de Rift Rivals, la temporada de primavera en una final on van guanyar per 3-0 a G2 esports i van tornar a guanyar la temporada d'estiu classificant-se pel mundial de 2018.
Després d'una molt bona fase de grups on van quedar 1rs, uns quarts de final on van guanyar a EDward gaming i unes semifinals on van guanyar 3-0 als nord-americans Cloud 9.
L'equip va perdre 3-0 en la final contra l'equip xinès Invictus Gaming quedant subcampions.

### 2019
La temporada de 2019 no va començar com era esperat, després de la marxa de Caps a G2 el qual va ser substituït per Nemesis. FNATIC va iniciar la temporada de primavera de maneres poc desitjada, l'equip va perdre 7 dels 10 primers partits, però a causa d'una bona actuació col·lectiva van aconseguir remuntar i després de 8 victòries consecutives van acabar classificant-se pels Play-offs, on van caure a semifinals contra Origen per 1-3.
La temporada d'estiu va iniciar mot bé, Rekkles junt amb els seus companys van aconseguir 6 victòries seguides, classificant-se al torneig rift rivals on van endur-se el títol.
La temporada va seguir endavant i l'equip va classificar pels play-offs, després de guanyar contra Splyce i Schalke 04, Rekkles i el seu equip va arribar a la final, on perdrien 3-2 contra G2. Quedant segons i, per tant, classificant-se pel mundial.
Rekkles, junt amb els seus companys van arribar al mundial amb les esperances altes, degut a la seva bona participació en el mundial passat. Van ser col·locats en el "grup de la mort", junt amb els tres vegades campions SKT1, Royal Never Give up i els nord-americans Clutch gaming.
Després de dues derrotes l'equip va arribar a la segona volta amb les esperances baixes, però gràcies a una bona actuació col·lectiva van aconseguir guanyar els 3 partits passant als quarts de final. Aquest és un dels moments més emotius per la carrera del suec, ja que va haver d'eliminar el seu gran amic Jian Zihao o també conegut com a UZI, el ADC xinès de Royal Never give up.
Finalment es van eliminar a quarts de final contra l'equip xinès Fun plus Phoenix per 3-1. Aquest mateix equip guanyaria la final per 3-0 contra els europeus G2, coronant-se com a campions del món.

### 2020
A finals de 2019 el jungla Broxah va marxar per anar a jugar a Nord-amèrica, i va ser substituït pel polonès, Òskar "Selfmade" Boderek.
A més de canviar l'entrenador YoungBuck per l'exjugador Mithy.
Van aconseguir molt bons resultats en la temporada de primavera arribant a una final on a causa de una mala predicció del joc de l'equip rival, van perdre per un contundent 3-0 contra G2.
 L'inici de la temporada d'estiu no va ser molt bo, a causa de la mala actuació dels seus companys, Rekkles va haver de donar el màxim d'ell mateix, però tot i el seu esforç l'equip va acabant entrant als play-offs gràcies a una victòria contra SK gaming a l'última jornada. L'equip va entrar als play-offs com a 4ts i van haver d'enfrontar-se contra els primers classificats Rogue, gràcies a un canvi d'estratègia FNATIC va guanyar per 3-0.
El següent partit es va disputar contra G2, on FNATIC després de 5 partides molt ajustades va aconseguir guanyar per 3-2, aquesta va ser la primera vegada des de 2018 que l'equip guanyava als seus principals rivals.
La final es va disputar una altra vegada contra G2 però aquest cop FNATIC va perdre 3-0.
En una entrevista Rekkles va admetre que el seu objectiu des d'un principi era guanyar, però després de l'inici tan dolent de temporada el va sorprendre que arribessin tan lluny.
L'equip va viatjar a Shangai per disputar el mundial on després d'una molt bona fase de grups, on van passar com a segons classificats, en un grup format pels coreans GEN.G, els nord-americans TSM i els xinesos LGD. Va, caure contra els favorits Top Esports a quarts de final, després d'un estret 3-2 on l'equip europeu va sorprendre a tot el món amb la seva bona actuació.

### 2023
Després de menys d'un any a Fnatic, es va traslladar a l'equip T1 Esports Academy, que és l'acadèmia de l'equip amb més èxit del món, T1.

## Vida personal
Ha assistit en alguns tornejos junt amb els seus pares Carina Larsson i Jörgen Larsson. També té una germana més petita de nom Alma i una germana més gran anomenada Emma. Ha deixat clar que ell se sent molt unit amb la seva família, a més té un tatuatge que la representa.
Ha demostrat tenir una gran amistat amb l'ADCarry xinès Jian Zihao i amb el també ADC sud-coreà Kim Hyuk-kyu o més conegut com a Deft.
En diverses entrevistes ha admès que té parella, però no viuen en el mateix país i no poden estar molt temps junts.
Ha demostrat que té una gran passió per la lectura i que és un gran fan del senyor dels anells.
Al contrari que els seus companys, ell viu sol a Berlín, en una casa situada a prop de l'oficina on treballen. Quan viatja a Suècia es queda a casa els seus pares.

## Pentakills
Una pentakill succeix quan un jugador assessina els 5 integrants de l'equip rival.
| Data       | Regió         | Torneig                      | Equip             | Equip rival         | Campió   | Posició |
| ---------- | ------------- | ---------------------------- | ----------------- | ------------------- | -------- | ------- |
| 25-7-2013  | Europa        | EUW Week 9                   | Copenhagen Wolves | Eternity Gaming     | Vayne    | ADC     |
| 17-7-2014  | Europa        | EU LCS summer 2014 week 9    | FNATIC            | Copenhagen Wolves   | Vayne    | ADC     |
| 27-9-2014  | Internacional | World Championship 2014      | FNATIC            | LMQ                 | Lucian   | ADC     |
| 16-8-2015  | Europa        | EU LCS Summer 2015 Play-offs | FNATIC            | Unicorns of Love    | Sivir    | ADC     |
| 23-8-2015  | Europa        | EU LCS Summer 2015 Play-offs | FNATIC            | Origen              | Tristana | ADC     |
| 8-4-2018   | Europa        | EU LCS 2018 Spring Play-offs | FNATIC            | G2                  | Sivir    | ADC     |
| 18-5-2018  | Internacional | MSI 2018                     | FNATIC            | Royal Never Give Up | Ezreal   | ADC     |
| 1-2-2019   | Europa        | LEC 2019 Spring              | FNATIC            | Rogue               | Kai'sa   | ADC     |
| 21-2-2020  | Europa        | LEC 2020 Spring              | FNATIC            | Rogue               | Ezreal   | ADC     |
| 02-02-2022 | Europa        | LFL Spring 2022              | Karmine Corp      | Game Ward           | Jinx     | ADC     |